# Watsonidia navatteae
Watsonidia navatteae är en fjärilsart som beskrevs av De Toulgoët 1986. Watsonidia navatteae ingår i släktet Watsonidia och familjen björnspinnare. Inga underarter finns listade i Catalogue of Life.